# Amadé Barth
Pour les articles homonymes, voir Barth (homonymie).
Amadé Barth (Amadé ou Amadeus ou Ernst Amadeus Barth) est un peintre suisse né le 11 octobre 1899 à Zurich et décédé en 1926 à Romanäs (Suède).

## Biographie
Peintre paysagiste et de nature morte, époux de Signe-Madeleine Barth, peintre elle aussi, d'origine suédoise.
Après des études à Berne, il se rendit à Paris en 1920, voyagea dans toute l’Europe : Amsterdam, Londres, Berlin, Stockholm. Il exposa au Salon des indépendants de 1923, au salon d'automne de 1922 à 1924, puis au salon des Tuileries de 1924 à 1927.